# Stockholms Spårvägar (1915)
Den här artikeln handlar om verksamheten i AB Stockholms Spårvägar innan det bytte namn till AB Storstockholms Lokaltrafik 1967. För det existerande företaget med samma namn, se Stockholms Spårvägar.
AB Stockholms Spårvägar (SS) var namnet på  AB Storstockholms Lokaltrafik mellan den 1 januari 1917 och den 31 december 1966, då verksamheten togs över av Kommunalförbundet för Stockholms stads och läns regionala frågor (KSL). Verksamheten innefattade från starten spårvagnstrafik men utökades  1925 till att även innefatta busstrafik då företaget blev delägare i Stockholms Centrala Omnibus AB.

## Bakgrund
Redan 1901, då spårvägarna i Stockholm elektrifierades, hade förslag om att kommunalisera spårvagnstrafiken framkommit men det var inte görligt då Stockholms Nya Spårvägs AB (SNS), som innehade koncession (ensamrätt) att bedriva spårvagnstrafik i Stockholm till och med den 31 december 1916, inte gick med på att avbryta sin verksamhet i förtid, och någon möjlighet att tvinga dem fanns inte. Efter Storstrejken 1909, efter vilken SNS behandlat sin personal illa, tog debatten fart om att verksamheten skulle övertas av ett kommunalt bolag. Det ansågs att det låg i allmänhetens intresse att kollektivtrafiken drevs av det allmänna, som den gjorde i t.ex. Göteborg och Malmö, och inte av privata företag  som var tvungna att ta hänsyn till sina aktieägare. I februari 1911 togs en första förberedande åtgärd från stadens sida i koncessionsfrågan. Drätselnämnden gav då i uppdrag åt vissa organ att reservera tomtmark för spårvagnshallar ifall det skulle bli för dyrt att överta SNS anläggningar vid ett eventuellt övertagande. Drätselnämnden gav även Göteborgs Spårvägars direktör Erland Zell i uppdrag att värdera SNS anläggningar. Vid Stockholms stadsfullmäktiges sammanträde den 30 juni 1915 beslutades att SNS inte skulle få sin koncession förlängd utan att den i stället skulle övertas av SS från och med den 1 januari 1917.

## Historia
Det kommunala AB Stockholms Spårvägar bildades 1916 (konstituerande bolagsstämma den 29 oktober 1915) för att samordna spårvagnstrafiken inom Stockholm och övertog från den 1 januari 1917 SNS hela rörelse och från samma datum Stockholms Stads Spårväg. Stockholms Södra Spårvägsaktiebolags (SSB) trafiknät övertogs 1918. 1920 övertog bolaget även AB Södra Förstadsbanan. 1925 blev SS delägare i Stockholms Centrala Omnibus AB, som helt införlivades med spårvägsbolaget 1929. Sedan Lidingöbron öppnats 1925 inleddes en teknisk och taxemässig samtrafik med Lidingö Trafikaktiebolag och Trafikaktiebolaget Stockholm-Södra Lidingön, vars vagnar trafikerade bolagets spår. 1930 övertog bolaget busstrafiken i Bromma och samma år även del av den busstrafik som Brännkyrka och Södertörns Trafikaktiebolag bedrev. Sedan Djurgårdens Omnibusstrafiks linje till Blockhusudden övertagits 1931 hade bolaget full kontroll över all buss- och spårvagnstrafik inom Stockholms administrativa gränser.
Vid samordningen av hela länets kollektivtrafik efter Hörjelöverenskommelsen övertogs bolaget av KSL från den 1 januari 1967 och dess namn ändrades till dagens AB Storstockholms Lokaltrafik.

## Ledande befattningar

### Styrelseordförande
- Herman Rydin, 1915–1920
- Gottfrid Björklund, 1920–1928
- J.A. Wallin, 1929–1939
- Fredrik Ström, 1940–1948
- Hjalmar Mehr, 1949–1950
- Erik Österberg, 1951–1957
- Erik Huss, 1958
- Helge Berglund, 1958–1965

### Verkställande direktörer
- Axel Westman, 1916–1922 (ekonomidirektör)
- Ernst Hjortzberg, 1917–1922 (teknisk direktör)
- Gösta Hellgren, 1923–1940
- Torsten R. Åström, 1940–1947
- Martin Helin, 1947–1954 (avliden)
- Nils Aastrup, 1953 (tillförordnad)
- Erik Tengblad, 1954 (tillförordnad)
- Hans von Heland, 1955–1965
- Helge Berglund, 1965–1966